# Сидоров, Михаил Григорьевич
Михаил Григорьевич Сидоров — советский хозяйственный, государственный и политический деятель.

## Биография
Родился в 1926 году в деревне Тимофеевка. Член КПСС.
С 1944 года — на хозяйственной, общественной и политической работе. В 1944—1985 гг. — мастер, старший мастер, заместитель начальника цеха, главный инженер цеха, начальник цеха, заместитель директора завода, директор Тульского завода точного машиностроения.
Лауреат Государственной премии СССР.
При Сидорове на заводе освоены серийное производство тренажеров «Стрела», «Фагот», серийный выпуск тренажеров 9Ф618М1,2,3 для подготовки операторов ПТРК, серийное производство тренажеров для обучения операторов зенитно-ракетного комплекса «ИГЛА»
Умер в Туле в 1985 году.